# اصل صلاح و صوابدید

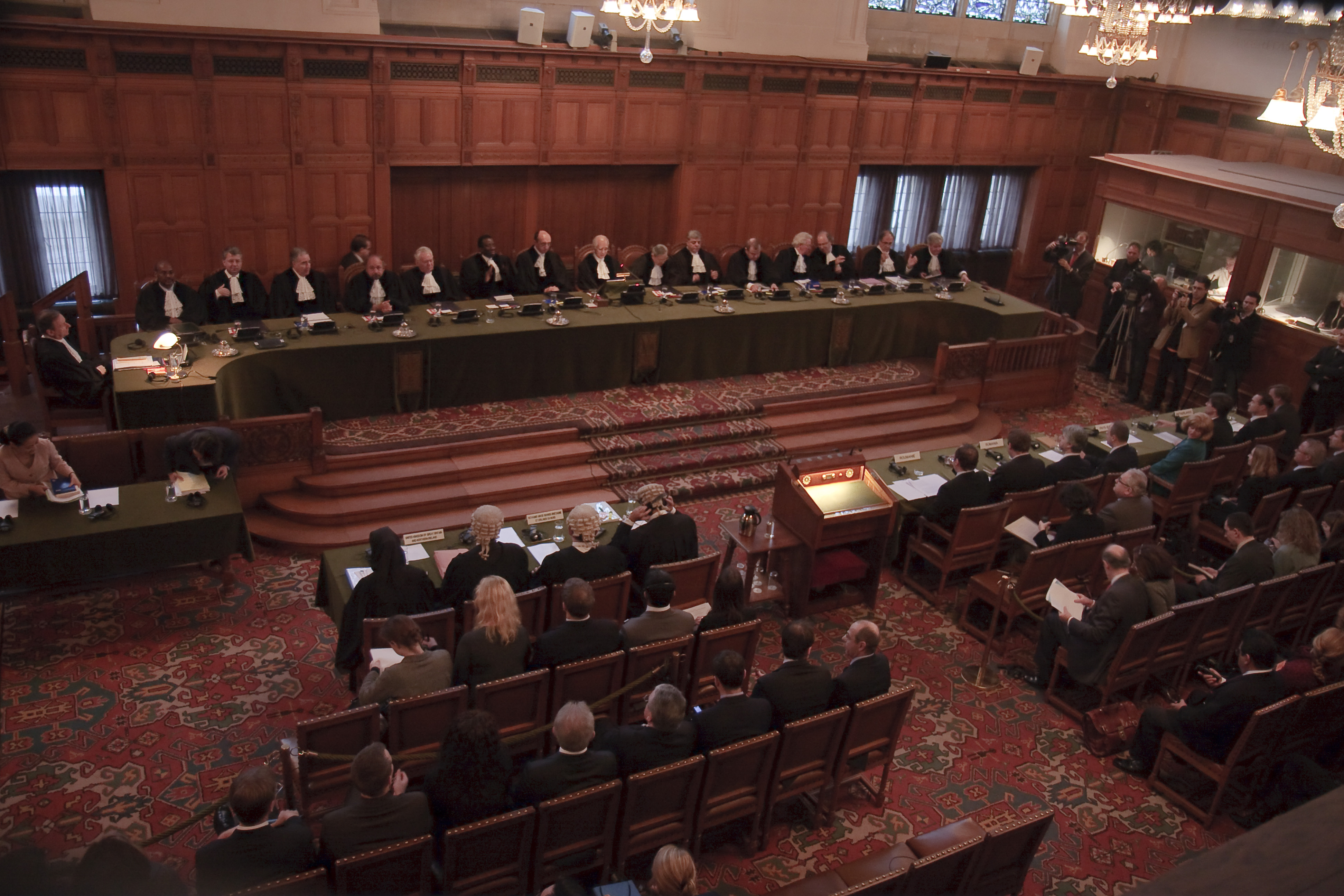
دیوان بین‌المللی دادگستری

اصل صلاح و صوابدید (به لاتین: Ex aequo et bono) به عنوان یک منبع توافقی در حقوق بین‌الملل شناخته شده‌است. در بند ۲ مادهٔ ۳۸ اساسنامهٔ دیوان بین‌المللی دادگستری آمده‌است که: «دیوان در رجوع، استناد و صدور حکم مطابق اصل صلاح و صوابدید یا اصل انصاف اختیار کامل دارد، مشروط به این‌که اصحاب دعوی با آن موافق باشند.» هر چند در زبان حقوقی از این قاعده با عنوان اصل انصاف یا کدخدامنشانه هم نام برده می‌شود اما اصل انصاف (به انگلیسی: Equity) دارای مفهوم و دامنهٔ شمول گسترده‌تری از اصل صلاح و صوابدید است. در رجوع به داوری این اصل بدین معنا است که داور اصول و قواعد حقوقی را کنار بگذارد و در شرایط خاصی بر اساس مفاهیمی نظیر بی‌طرفی و انصاف داوری کند. دیوان بین‌المللی دادگستری، در جریان رسیدگی و صدور رأی یکی از پرونده‌های خود، تحدید حدود مرز دریایی در ناحیه خلیج مین دعوی کانادا و ایالات متحده آمریکا در ۱۹۸۴، از اصل صلاح و صوابدید استفاده کرد.
بر اساس قوانین داوری (مادهٔ ۲۸ بند ۳) کمسیون حقوق تجارت سازمان ملل متحد (آنسیترال) مصوب ۱۹۷۶، نهاد داوری موظف است که از قواعد حقوقی قابل اجرا استفاده نماید مگر زمانی‌که هیئت داوری بر اساس توافق طرفین این اجازه را داشته‌باشند که به جای استفاده از قواعد حقوقی، بر پایه اصل صلاح و صوابدید تصمیم بگیرند. هم‌چنین بند ۲ مادهٔ ۵ بیانیهٔ الجزایر با اقتباس کامل از مقررات داوری کمسیون حقوق تجارت سازمان ملل متحد، تحت شرایط خاصی، تصمیم‌گیری و استناد به اصل صلاح و صوابدید را پذیرفته‌است.

علی‌رغم وجود این موارد اساسنامه کمسیون رسیدگی به شکایات میان اریتره و اتیوپی (EECC)، هیئت داوری را از تصمیم‌گیری و صدور حکم بر پایه اصل صلاح و صوابدید، ممنوع کرده‌است.